# Gaus
Gaus, symbol Gs lub G – jednostka indukcji magnetycznej w układzie CGS.
Pochodzi od nazwiska niemieckiego fizyka Carla Gaussa.
Gaus był przejściowo legalny w układzie SI – jednostką indukcji magnetycznej jest w nim tesla (T) – ale niezalecany z powodu zbieżności symbolu z gigasekundą.
Przelicznik:
{\displaystyle {\text{1 Gs}}=10^{-4}\,{\text{T}}}